# Leichtathletik-Team-Europameisterschaft 2009
| 1. Leichtathletik-Team-Europameisterschaft              | 1. Leichtathletik-Team-Europameisterschaft | 1. Leichtathletik-Team-Europameisterschaft | 1. Leichtathletik-Team-Europameisterschaft |
| ------------------------------------------------------- | ------------------------------------------ | ------------------------------------------ | ------------------------------------------ |
|                                                         |                                            |                                            |                                            |
| Resultate Superliga (Endstand nach 40 Entscheidungen)   |                                            |                                            |                                            |
| Leiria – 20./21. Juni 2009 Estádio Dr. Magalhães Pessoa |                                            |                                            |                                            |
| Platz                                                   | Land                                       | Land                                       | Punkte                                     |
| 01                                                      | Deutschland                                | Deutschland                                | 326,5                                      |
| 02                                                      | Russland                                   | Russland                                   | 320,0                                      |
| 03                                                      | Großbritannien                             | Großbritannien                             | 303,0                                      |
| 04                                                      | Frankreich                                 | Frankreich                                 | 301,0                                      |
| 05                                                      | Polen                                      | Polen                                      | 289,0                                      |
| 06                                                      | Italien                                    | Italien                                    | 278,0                                      |
| 07                                                      | Ukraine                                    | Ukraine                                    | 265,5                                      |
| 08                                                      | Spanien                                    | Spanien                                    | 257,0                                      |
| 09                                                      | Griechenland                               | Griechenland                               | 216,5                                      |
| 10                                                      | Tschechien                                 | Tschechien                                 | 213,5                                      |
| 11                                                      | Portugal                                   | Portugal                                   | 200,0                                      |
| 12                                                      | Schweden                                   | Schweden                                   | 138,0                                      |
| ← EC Annecy 2008                                        | ← EC Annecy 2008                           | Bergen 2010 →                              | Bergen 2010 →                              |
|  abgestiegen in die 1. Liga der nächsten Team-EM        |                                            |                                            |                                            |

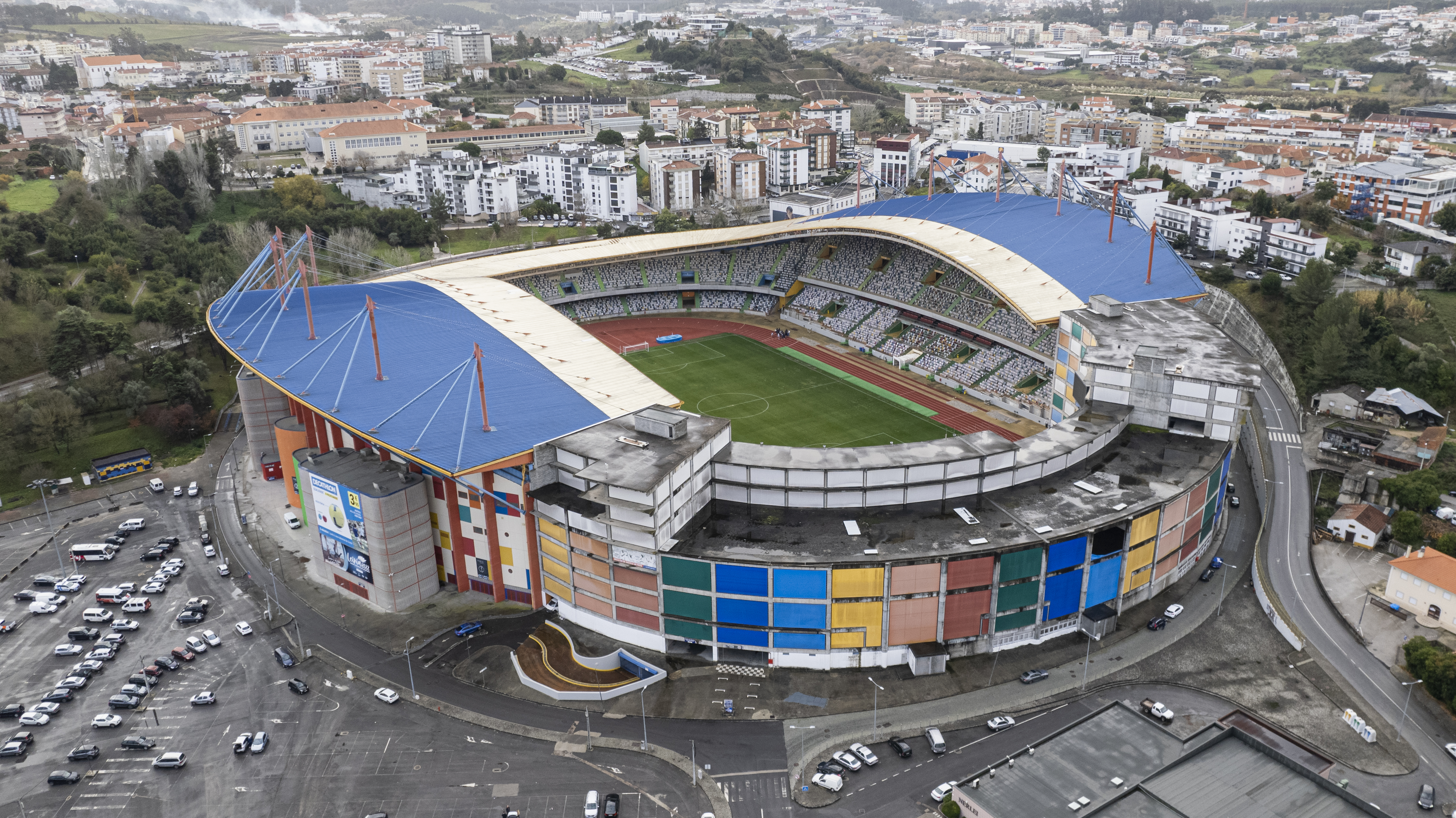
Der Estádio Dr. Magalhães Pessoa in Leiria – hier im Jahr 2021

Die 1. Leichtathletik-Team-Europameisterschaft (englischer Sponsorenname: 1st SPAR European Team Championships), kurz auch Team-EM, fand am 20. und 21. Juni 2009 im Estádio Dr. Magalhães Pessoa in Leiria (Portugal) statt und umfasste vierzig Disziplinen (20 Männer, 20 Frauen).
Parallel wurden die Wettbewerbe der drei darunter gestuften Ligen ausgetragen:
- 1. Liga in Bergen (Norwegen)
- 2. Liga in Banská Bystrica (Slowakei)
- 3. Liga in Sarajevo (Bosnien und Herzegowina)

Die insgesamt vier Ligen setzten sich aus folgenden Nationen zusammen:
- Superliga (12 Teams): Russland, Großbritannien, Polen, Deutschland, Italien, Spanien, Frankreich, Ukraine, Griechenland, Schweden, Tschechien, Portugal
- Erste Liga (12 Teams): Belarus, Slowenien, Rumänien, Türkei, Belgien, Ungarn, Niederlande, Finnland, Estland, Schweiz, Serbien, Norwegen
- Zweite Liga (8 Teams): Irland, Bulgarien, Kroatien, Lettland, Slowakei, Litauen, Österreich, Zypern
- Dritte Liga (13 Teams): Moldawien, Israel, Dänemark, Bosnien und Herzegowina, Island, Luxemburg, Georgien, Aserbaidschan, Montenegro, Armenien, AASSE (kombiniertes Team „kleiner Länder“ mit Gibraltar, Liechtenstein, Malta, Monaco und San Marino), Albanien, Andorra, Nordmazedonien

## Modus
Jede Nation war wie auch zuvor im Europacup in jeder Disziplin durch jeweils einen Athleten bzw. eine Staffel vertreten. Auch die Wertungssystematik wurde aus dem Europacup übernommen. Die Nation des Siegers einer Disziplin erhält in dieser neuen Team-EM jeweils eine mit der Zahl der Teilnehmer identische Punktzahl, abnehmend bis zur Nation des Letztplatzierten mit einem Punkt.
Neu eingeführt wurde die gemeinsame Wertung für Männer und Frauen. Im Vorgängerwettbewerb waren die Geschlechter getrennt gewertet worden.
Die Aufteilung in die Ligen war anhand der erbrachten Leistungen beim Europacup 2008 erfolgt. Dabei konnte es keine ganz eindeutige Zuordnungen geben, denn im vorangegangenen Wettbewerb waren Männer und Frauen jeweils getrennt gewertet worden. Die Anzahl der teilnehmenden Nationen in den verschiedenen Ligen wurde ganz neu festgelegt. In diesem Jahr starteten je zwölf Länder in der Superliga sowie in Liga 1. Die 2. Liga bestand aus acht, die 3. Liga aus den restlichen in diesem Jahr dreizehn Ländern.
Das System des Auf- bzw. Abstiegs zur Festlegung der Teilnehmer in den einzelnen Ligen kam auch in der Team-EM zur Anwendung. Für die Superliga wurden drei Absteiger festgelegt, in Liga 1 gab es entsprechend drei Aufsteiger, absteigen mussten dort zwei Teams. So stiegen aus Liga 2 ebenfalls zwei Nationen auf. Zwei Mannschaften wurden als Absteiger in die 3. Liga festgelegt. Die unterste Klasse ermittelte folgerichtig zwei Aufsteiger.
Die zur Straffung der Veranstaltung im Europacup 1997 eingeführte Praxis mit Regeländerungen in den technischen Disziplinen wurde in der Team-EM noch weiter verschärft und auch für die Laufwettbewerbe gab es eine Neuerung:
- Laufdisziplinen: Die damals noch nicht allgemein gültige Regelung der Disqualifikation eines Läufers nach dem ersten Fehlstart wurde hier eingeführt.
- Langstrecken/Hindernislauf: Nach einer bestimmten Anzahl von Runden scheidet der jeweils letztplatzierte Läufer aus (3000 Meter und 3000-Meter Hindernis: nach drei, vier und fünf Runden / 5000 Meter: nach drei, fünf und sieben Runden). Allerdings erhalten auch die so eliminierten Athleten Punkte. Diese Regelung blieb allerdings einmalig auf die diesjährige Team-EM beschränkt und wurde anschließend wieder abgeschafft.
- Vertikale Sprünge: Wie üblich erfolgt das Ausscheiden nach drei Fehlversuchen bei einer Höhe. Darüber hinaus ist der Wettkampf für jeden Springer nach insgesamt vier individuellen Fehlversuchen beendet.
- Horizontale Sprünge/Kugelstoßen/Wurfdisziplinen: Jeder Athlet hat wie zuvor im Europacup nur maximal vier Versuche. Darüber hinaus erreichen nur die ersten Sechs den dritten und nur die ersten Vier den vierten und letzten Durchgang. Auch hier erhalten die so eliminierten Athleten Punkte.

Die Neuregelungen in allen Wettbewerben außer den Laufstrecken bis zu einer Distanz von einschließlich 1500 m kamen nicht überall gut an und sorgten vor allem auch bei den Sportlern selbst für ziemliche Verwirrung. Auch kamen durchaus Zweifel auf, ob die beabsichtigte Anpassung der Sportart Leichtathletik an die Erfordernisse der Zeit und zur Steigerung der Attraktivität durch Neuerungen in dieser Form tatsächlich den gesetzten Zielen dienlich sei. Wenn die Transparenz schon für die Athleten verloren gehe, wie solle das dann bei den Zuschauern ankommen, fragten sich einige Betroffene.

## Die Team-Europameisterschaft 2009
Der Wettbewerbskatalog wurde übernommen von der letzten Austragung des Europacups.
Das Estádio Dr. Magalhães Pessoa in Leiria, in dem 2005 und 2008 bereits die Wettbewerbe der sogenannten 1. Liga des Europacups ausgetragen worden waren, wurde vor der diesjährigen Team-EM komplett renoviert.
Mit einem Vorsprung von 6,5 Punkten gewannen Deutschlands Leichtathleten vor dem Team aus Russland. Absteigen mussten die drei letztplatzierten Mannschaften aus Tschechien, Portugal und Schweden.
Starke Leistungen gab es vor allem im Stabhochsprung durch den Franzosen Renaud Lavillenie mit 6,01 m, im Hochsprung durch den Ukrainer Jurij Krymarenko mit 2,31 m und die Deutsche Ariane Friedrich mit 2,02 m, im Dreisprung durch den Portugiesen Nelson Évora mit 17,59 m sowie im Speerwurf durch die Deutsche Christina Obergföll mit 68,59 m.

## Deutsche Mannschaft
Der Deutsche Leichtathletik-Verband (DLV) nominierte 49 Athleten (24 Frauen und 25 Männer). Das Team startete in der Superliga und belegte den ersten Platz.

## Doping
Folgende nachträgliche Disqualifikationen durch sechs russische und zwei ukrainische Sportler waren aufgrund von Dopingbetrug in acht Disziplinen zu verzeichnen:
- Denis Alexejew (Russland) – 400-Meter-Lauf, zunächst Rang fünf / 4-mal-400-Meter-Staffel, zunächst Rang drei. Ihm wurde bei Nachtests zu den Olympischen Spielen 2008 der Einsatz der verbotenen Substanz Turinabol nachgewiesen, was eine Sperre von vier Jahren durch den russischen Leichtathletikverband nach sich zog. Folgerichtig wurden seine hier erzielten Resultate im Einzelrennen sowie in der Staffel annulliert.[3]
- Denys Jurtschenko (Ukraine) – Stabhochsprung, zunächst als Zwölfter und Letzter platziert. Ihm wurde ebenfalls bei Nachtests zu den Olympischen Spielen 2008 wie Denis Alexejew der Einsatz der verbotenen Substanz Turinabol nachgewiesen. Der ukrainische Leichtathletikverband sperrte ihn für zwei Jahre. Folgerichtig wurde ihm sein hier erzieltes Resultat aberkannt.[4][5]
- Anna Alminowa (Russland) – 1500-Meter-Lauf, zunächst Rang eins. Sie wurde für den 16. Februar 2009 und im April 2010 des Verstoßes gegen die Antidopingbestimmungen überführt. Alle ihre vom 16. Februar 2009 bis zum 15. Mai 2014 erzielten Resultate wurden annulliert. Sanktioniert wurde sie darüber hinaus mit zwei Wettkampfsperren: für das Vergehen im April 2010 (sechs Monate) / für den Verstoß im Februar 2009 (für zweieinhalb Jahre).[6]
- Julija Tschermoschanskaja (Russland) – 4-mal-100-Meter-Staffel, zunächst Rang eins. Ihr wurde bei Nachtests zu den Olympischen Spielen 2008 wie zahlreichen anderen Athleten der Einsatz verbotener Substanzen nachgewiesen. Dies führte zur Annullierung ihrer Resultate bei den betreffenden Olympischen Spielen. In der Folge wurde ihr unter anderem auch ihr hier erzieltes Staffelergebnis aberkannt.[7]
- Tatjana Firowa (Russland) – 4-mal-400-Meter-Staffel, zunächst Rang eins. Ihr wurde bei Nachtests zu den Olympischen Spielen 2008 wie zahlreichen anderen Athleten der Einsatz verbotener Substanzen nachgewiesen. Dies führte zur Annullierung all ihrer zwischen dem 20. August 2008 und dem 31. Dezember 2012 erzielten Resultate. Darüber hinaus erhielt sie eine vierjährige Sperre.[8]
- Anastassija Kapatschinskaja (Russland) – 4-mal-400-Meter-Staffel, zunächst Rang eins. Ihr wurde bei Nachtests zu den Olympischen Spielen 2008 der Einsatz der verbotenen Substanzen Turinabol und Stanozolol nachgewiesen. Sie wurde mit einer vierjährigen Sperre sanktioniert. Ihre im Zeitraum von vier Jahren nach dem positiven Test erzielten Resultate wurden annulliert.[9]
- Wita Palamar (Ukraine) – Hochsprung, zunächst Rang sechs. Ihr wurde bei Nachtests zu den Olympischen Spielen 2008 der Einsatz der verbotenen Substanz Turinabol nachgewiesen. Sie wurde mit einer zweijährigen Sperre sanktioniert. Ihre im Zeitraum von zwei Jahren nach dem positiven Test erzielten Resultate wurden annulliert.[5]
- Marija Abakumowa (Russland) – Speerwurf, zunächst Rang drei. Auch sie wurde im Rahmen von Nachtests für die Olympischen Spiele 2008 des Verstoßes gegen die Antidopingbestimmungen überführt. In weiteren Untersuchungen stellte sich heraus, dass sie bis 2012 regelmäßig Doping betrieben hatte. Daraufhin wurden all ihre Resultate bis einschließlich der Olympischen Spiele 2012 annulliert und sie wurde außerdem mit einer vierjährigen Sperre belegt.[10]

## Ergebnisse 1. bis 3.Liga
| Länderwertungen (Endstand nach jeweils 40 Entscheidungen) | Länderwertungen (Endstand nach jeweils 40 Entscheidungen) | Länderwertungen (Endstand nach jeweils 40 Entscheidungen) | Länderwertungen (Endstand nach jeweils 40 Entscheidungen) | Länderwertungen (Endstand nach jeweils 40 Entscheidungen) | Länderwertungen (Endstand nach jeweils 40 Entscheidungen) | Länderwertungen (Endstand nach jeweils 40 Entscheidungen) | Länderwertungen (Endstand nach jeweils 40 Entscheidungen) | Länderwertungen (Endstand nach jeweils 40 Entscheidungen) |
| Liga 1 in Bergen (NOR)                                    | Liga 1 in Bergen (NOR)                                    | Liga 1 in Bergen (NOR)                                    | Liga 2 in Banská Bystrica (SVK)                           | Liga 2 in Banská Bystrica (SVK)                           | Liga 2 in Banská Bystrica (SVK)                           | Liga 3 in Sarajevo (BIH)                                  | Liga 3 in Sarajevo (BIH)                                  | Liga 3 in Sarajevo (BIH)                                  |
| Platz                                                     | Land                                                      | Punkte                                                    | Platz                                                     | Land                                                      | Punkte                                                    | Platz                                                     | Land                                                      | Punkte                                                    |
| --------------------------------------------------------- | --------------------------------------------------------- | --------------------------------------------------------- | --------------------------------------------------------- | --------------------------------------------------------- | --------------------------------------------------------- | --------------------------------------------------------- | --------------------------------------------------------- | --------------------------------------------------------- |
| 01                                                        | Belarus                                                   | 332,0                                                     | 01                                                        | Litauen                                                   | 216,0                                                     | 01                                                        | Israel                                                    | 414,0                                                     |
| 02                                                        | Finnland                                                  | 289,0                                                     | 02                                                        | Irland                                                    | 200,5                                                     | 02                                                        | Moldau                                                    | 393,5                                                     |
| 03                                                        | Norwegen                                                  | 279,0                                                     | 03                                                        | Lettland                                                  | 191,0                                                     | 03                                                        | Dänemark                                                  | 390,0                                                     |
| 04                                                        | Niederlande                                               | 274,0                                                     | 04                                                        | Österreich                                                | 180,5                                                     | 04                                                        | Bosnien und Herzegowina                                   | 355,0                                                     |
| 05                                                        | Belgien                                                   | 269,5                                                     | 05                                                        | Slowakei                                                  | 180,0                                                     | 05                                                        | Aserbaidschan                                             | 327,5                                                     |
| 06                                                        | Türkei                                                    | 266,5                                                     | 06                                                        | Kroatien                                                  | 174,0                                                     | 06                                                        | Island                                                    | 327,0                                                     |
| 07                                                        | Rumänien                                                  | 259,0                                                     | 07                                                        | Bulgarien                                                 | 163,0                                                     | 07                                                        | Luxemburg                                                 | 262,5                                                     |
| 08                                                        | Ungarn                                                    | 260,0                                                     | 08                                                        | Zypern                                                    | 140,0                                                     | 08                                                        | Armenien                                                  | 246,0                                                     |
| 09                                                        | Slowenien                                                 | 254,5                                                     |                                                           |                                                           |                                                           | 09                                                        | Georgien                                                  | 227,0                                                     |
| 10                                                        | Estland                                                   | 223,0                                                     |                                                           |                                                           |                                                           | 10                                                        | Montenegro                                                | 217,0                                                     |
| 11                                                        | Schweiz                                                   | 203,0                                                     |                                                           |                                                           |                                                           | 11                                                        | AASSE                                                     | 125,0                                                     |
| 12                                                        | Serbien                                                   | 191,0                                                     |                                                           |                                                           |                                                           | 12                                                        | Andorra                                                   | 123,5                                                     |
|                                                           |                                                           |                                                           |                                                           |                                                           |                                                           | 13                                                        | Nordmazedonien                                            | 116,0                                                     |

 qualifiziert für die nächsthöhere Liga der kommenden Team-EM

 abgestiegen in die nächstuntere Liga der kommenden Team-EM

## Legende
Kurze Übersicht zur Bedeutung der Symbolik – so üblicherweise auch in sonstigen Veröffentlichungen verwendet:
| DNF       | nicht im Ziel (did not finish)        |
| DSQ       | disqualifiziert                       |
| DOP       | wegen Dopingvergehens disqualifiziert |
| NMW       | keine Weite (No Mark)                 |
| ogV       | ohne gültigen Versuch                 |
| elim. Rd. | eliminiert in Runde                   |

## Superliga: Resultate der Einzeldisziplinen

### Männer

#### 100 m

##### Lauf 1
| Platz  | Athlet                | Land | Zeit (s) |
| ------ | --------------------- | ---- | -------- |
| 1 (02) | Francis Obikwelu      | PRT  | 10,20    |
| 2 (07) | Ángel David Rodríguez | ESP  | 10,44    |
| 3 (08) | Kostjantyn Wassjukow  | UKR  | 10,44    |
| 4 (09) | Ággelos Aggelákis     | GRC  | 10,48    |
| 5 (10) | Stefan Tärnhuvud      | SWE  | 10,49    |
| 6 (11) | Jan Schiller          | CZE  | 10,49    |

In Klammern: Platzierung in der Gesamtwertung aus beiden Läufen
Datum: 20. Juni
Wind: +0,3 m/s

##### Lauf 2
| Platz  | Athlet               | Land | Zeit (s) |
| ------ | -------------------- | ---- | -------- |
| 1 (01) | Dwain Chambers       | GBR  | 10,07    |
| 2 (03) | Emanuele Di Gregorio | ITA  | 10,21    |
| 3 (04) | Martial Mbandjock    | FRA  | 10,27    |
| 4 (05) | Dariusz Kuć          | POL  | 10,35    |
| 5 (06) | Stefan Schwab        | GER  | 10,40    |
| 6 (12) | Roman Smirnow        | RUS  | 10,60    |

In Klammern: Platzierung in der Gesamtwertung aus beiden Läufen
Datum: 20. Juni
Wind: +0,2 m/s

#### 200 m

##### Lauf 1
| Platz  | Athlet                      | Land | Zeit (s) |
| ------ | --------------------------- | ---- | -------- |
| 1 (02) | Manuel Abrantes             | PRT  | 20,62    |
| 2 (05) | Ángel David Rodríguez       | ESP  | 20,88    |
| 3 (06) | Dmytro Ostrovskyy           | UKR  | 20, 95   |
| 4 (08) | Simone Collio               | ITA  | 21,04    |
| 5 (09) | Lykourgos-Stefanos Tsakonas | GRC  | 21,08    |
| 6 (10) | Kamil Masztak               | POL  | 21,14    |

In Klammern: Platzierung in der Gesamtwertung aus beiden Läufen
Datum: 21. Juni
Wind: +0,4 m/s

##### Lauf 2
| Platz  | Athlet             | Land | Zeit (s) |
| ------ | ------------------ | ---- | -------- |
| 1 (01) | Dwain Chambers     | GBR  | 20,55    |
| 2 (03) | Martial Mbandjock  | FRA  | 20,67    |
| 3 (04) | Alexander Kosenkow | GER  | 20,82    |
| 4 (07) | Roman Smirnow      | RUS  | 20,97    |
| 5 (11) | Jiří Vojtík        | CZE  | 21,24    |
| 6 (12) | Fredrik Johansson  | SWE  | 21,49    |

In Klammern: Platzierung in der Gesamtwertung aus beiden Läufen
Datum: 21. Juni
Wind: +0,9 m/s

#### 400 m

##### Lauf 1
| Platz  | Athlet            | Land | Zeit (s) |
| ------ | ----------------- | ---- | -------- |
| 1 (01) | Teddy Venel       | FRA  | 46,13    |
| 2 (06) | Pétros Kiriakídis | GRC  | 46,40    |
| 3 (07) | Rudolf Götz       | CZE  | 46,51    |
| 4 (08) | João Ferreira     | PRT  | 46,66    |
| 5 (10) | Mark Ujakpor      | ESP  | 46,79    |
| 6 (11) | Andrea Barberi    | ITA  | 46,88    |

In Klammern: Platzierung in der Gesamtwertung aus beiden Läufen
Datum: 20. Juni

##### Lauf 2
| Platz  | Athlet             | Land | Zeit (s) |
| ------ | ------------------ | ---- | -------- |
| 1 (01) | Timothy Benjamin   | GBR  | 45,57    |
| 2 (02) | Johan Wissman      | SWE  | 45,81    |
| 3 (03) | Kamghe Gaba        | GER  | 45,88    |
| 4 (05) | Marcin Marciniszyn | POL  | 46,22    |
| 5 (09) | Myhaylo Knysh      | UKR  | 46,74    |
| DOP    | Denis Alexejew     | RUS  | 46,14    |

In Klammern: Platzierung in der Gesamtwertung aus beiden Läufen
Datum: 20. Juni
Der russische Läufer Denis Alexejew, der zunächst Rang fünf belegt hatte, wurde wegen seines Verstoßes gegen die Antidopingbestimmungen disqualifiziert. Ihm wurde bei Nachtests zu den Olympischen Spielen 2008 der Einsatz der verbotenen Substanz Turinabol nachgewiesen, was eine Sperre von vier Jahren durch den russischen Leichtathletikverband nach sich zog. Von der Disqualifikation betroffen war auch die russische 4-mal-400-Meter-Staffel hier in Leiria.

#### 800 m
| Platz | Athlet                 | Land | Zeit (min) |
| ----- | ---------------------- | ---- | ---------- |
| 01    | Miguel Quesada         | ESP  | 1:47,76    |
| 02    | Oleksandr Osmolovych   | UKR  | 1:48,05    |
| 03    | Jeff Lastennet         | FRA  | 1:48,29    |
| 04    | Colin McCourt          | GBR  | 1:48,41    |
| 05    | Konstadinos Nakopoulos | GRC  | 1:48,60    |
| 06    | Lukas Rifesser         | ITA  | 1:48,76    |
| 07    | Sebastian Keiner       | GER  | 1:49,12    |
| 08    | Jakub Holuša           | CZE  | 1:49,22    |
| 09    | Adam Kszczot           | POL  | 1:49,41    |
| 10    | Fábio Gonçalves        | PRT  | 1:49,45    |
| 11    | Stepan Poistogow       | RUS  | 1:49,56    |
| 12    | Mattias Claesson       | SWE  | 1:49,57    |

Datum: 21. Juni

#### 1500 m
| Platz | Athlet                  | Land | Zeit (min) |
| ----- | ----------------------- | ---- | ---------- |
| 01    | Rui Silva               | PRT  | 3:42,07    |
| 02    | Diego Ruiz              | ESP  | 3:42,54    |
| 03    | Yoann Kowal             | FRA  | 3:42,73    |
| 04    | Stefan Eberhardt        | GER  | 3:43,02    |
| 05    | Tom Lancashire          | GBR  | 3:43,19    |
| 06    | Marcin Lewandowski      | POL  | 3:44,39    |
| 07    | Stefano La Rosa         | ITA  | 3:44,52    |
| 08    | Oleksandr Borysyuk      | UKR  | 3:44,52    |
| 09    | Rizak Dirshe            | SWE  | 3:44,54    |
| 10    | Alexander Kriwtschonkow | RUS  | 3:44,58    |
| 11    | Tomáš Belada            | CZE  | 3:47,41    |
| 12    | Vasílios Papaioánnou    | GRC  | 3:51,23    |

Datum: 20. Juni

#### 3000 m
| Platz | Athlet               | Land | Zeit (min)  |
| ----- | -------------------- | ---- | ----------- |
| 01    | Jesús España         | ESP  | 8:01,73     |
| 02    | Sergei Iwanow        | RUS  | 8:02,18     |
| 03    | Daniele Meucci       | ITA  | 8:02,22     |
| 04    | Nick McCormick       | GBR  | 8:03,45     |
| 05    | Arne Gabius          | GER  | 8:09,00     |
| 06    | Manuel Damião        | PRT  | 8:12,30     |
| 07    | Łukasz Parszczyński  | POL  | 8:19,75     |
| 08    | Milan Kocourek       | CZE  | 9:06,80     |
| 09    | Vasílios Papaioánnou | GRC  | elim. Rd. 5 |
| 10    | Olle Walleräng       | SWE  | elim. Rd. 4 |
| 11    | Mourad Amdouni       | FRA  | elim. Rd. 3 |
| DSQ   | Witalij Schafar      | UKR  |             |

Datum: 21. Juni

#### 5000 m
| Platz | Athlet             | Land | Zeit (min)  |
| ----- | ------------------ | ---- | ----------- |
| 01    | Mo Farah           | GBR  | 13:43,01    |
| 02    | Carles Castillejo  | ESP  | 13:49,54    |
| 03    | Serhij Lebid       | UKR  | 13:59,85    |
| 04    | Jewgeni Rybakow    | RUS  | 14:01,78    |
| 05    | Rui Pedro Silva    | PRT  | 14:08,66    |
| 06    | Andrea Lalli       | ITA  | 14:27,60    |
| 07    | Noureddine Smaïl   | FRA  | 14:30,52    |
| 08    | Christian Glatting | GER  | 14:32,17    |
| 09    | Jakub Živec        | CZE  | 14:51,56    |
| 10    | Marcin Chabowski   | POL  | elim. Rd. 7 |
| 11    | Oskar Käck         | SWE  | elim. Rd. 5 |
| 12    | Adónios Papadónis  | GRC  | elim. Rd. 3 |

Datum: 20. Juni

#### 110 m Hürden

##### Lauf 1
| Platz  | Athlet                | Land | Zeit (s) |
| ------ | --------------------- | ---- | -------- |
| 1 (05) | Jewgeni Borissow      | RUS  | 13,71    |
| 2 (07) | Robert Kronberg       | SWE  | 13,87    |
| 3 (09) | Olexandr Vakhnyakov   | UKR  | 14,03    |
| 4 (10) | Stanislav Sajdok      | CZE  | 14,19    |
| 5 (11) | Nikolaos Filandarakis | GRC  | 14,19    |
| 6 (12) | Luís Sá               | PRT  | 14,33    |

In Klammern: Platzierung in der Gesamtwertung aus beiden Läufen
Datum: 21. Juni
Wind: +0,4 m/s

##### Lauf 2
| Platz  | Athlet           | Land | Zeit (s) |
| ------ | ---------------- | ---- | -------- |
| 1 (01) | Andrew Turner    | GBR  | 13,42    |
| 2 (02) | Jackson Quiñónez | ESP  | 13,53    |
| 3 (03) | Matthias Bühler  | GER  | 13,57    |
| 4 (04) | Ladji Doucouré   | FRA  | 13,65    |
| 5 (06) | Artur Noga       | POL  | 13,78    |
| 6 (08) | Emanuele Abate   | ITA  | 13,89    |

In Klammern: Platzierung in der Gesamtwertung aus beiden Läufen
Datum: 20. Juni
Wind: +1,3 m/s

#### 400 m Hürden

##### Lauf 1
| Platz  | Athlet            | Land | Zeit (s) |
| ------ | ----------------- | ---- | -------- |
| 1 (02) | Fadil Bellaabouss | FRA  | 49,91    |
| 2 (07) | Josef Prorok      | CZE  | 51,05    |
| 3 (09) | Nicola Cascella   | ITA  | 51,16    |
| 4 (10) | Edivaldo Monteiro | PRT  | 51,22    |
| 5 (11) | Ignacio Sarmiento | ESP  | 52,14    |
| 6 (12) | Thomas Nikitin    | SWE  | 52,76    |

In Klammern: Platzierung in der Gesamtwertung aus beiden Läufen
Datum: 20. Juni

##### Lauf 2
| Platz  | Athlet               | Land | Zeit (s) |
| ------ | -------------------- | ---- | -------- |
| 1 (01) | David Greene         | GBR  | 49,26    |
| 2 (03) | Periklis Iakovakis   | GRC  | 50,09    |
| 3 (04) | Alexander Derewjagin | RUS  | 50,40    |
| 4 (05) | Stanislaw Melnykow   | UKR  | 50,62    |
| 5 (06) | Thomas Goller        | GER  | 50,80    |
| 6 (08) | Marek Plawgo         | POL  | 51,06    |

In Klammern: Platzierung in der Gesamtwertung aus beiden Läufen
Datum: 20. Juni

#### 3000 m Hindernis
| Platz | Athlet                    | Land | Zeit (min) |
| ----- | ------------------------- | ---- | ---------- |
| 01    | Mustafa Mohamed           | SWE  | 8:28,09    |
| 02    | Vincent Zouaoui-Dandrieux | FRA  | 8:32,05    |
| 03    | Ildar Minschin            | RUS  | 8:34,06    |
| 04    | Eliseo Martín             | ESP  | 8:39,31    |
| 05    | Filmon Ghirmai            | GER  | 8:41,54    |
| 06    | Tomasz Szymkowiak         | POL  | 8:52,71    |
| 07    | Petr Mikulenka            | CZE  | 8:57,33    |
| 08    | Stuart Stokes             | GBR  | 9:05,13    |
| 09    | Wadym Slobodenjuk         | UKR  | 9:12,43    |
| 10    | Matteo Villani            | ITA  | elim. Rd.  |
| 11    | Aléxandros Lítsis         | GRC  | elim. Rd.  |
| 12    | Alberto Casimiro Paulo    | PRT  | elim. Rd.  |

Datum: 21. Juni

#### 4 × 100 m Staffel

##### Lauf 1
| Platz  | Besetzung    | Land                                                                                     | Zeit (s) |
| ------ | ------------ | ---------------------------------------------------------------------------------------- | -------- |
| 1 (01) | Italien      | Giovanni Tomasicchio Simone Collio Emanuele Di Gregorio Fabio Cerutti                    | 38,77    |
| 2 (04) | Portugal     | Dany Gonçalves Arnaldo Luís Abrantes João Ferreira Francis Obikwelu                      | 39,02    |
| 3 (07) | Spanien      | Orkatz Beitia Ángel David Rodríguez Josué Mena Álvaro Aljarilla                          | 39,88    |
| 4 (08) | Griechenland | Panayiótis Sarrís Lykourgos-Stefanos Tsakonas Yeoryios Koutsotheodorou Ággelos Aggelákis | 40,37    |
| 5 (09) | Schweden     | Jens Löfgren Stefan Tärnhuvud Erik Karlsson Oskar Åberg                                  | 40,59    |
| DSQ    | Tschechien   | Libor Žilka Jiří Vojtík Jan Schiller Jan Veleba                                          |          |

In Klammern: Platzierung in der Gesamtwertung aus beiden Läufen
Datum: 20. Juni

##### Lauf 2
| Platz  | Besetzung      | Land                                                                   | Zeit (s) |
| ------ | -------------- | ---------------------------------------------------------------------- | -------- |
| 1 (02) | Deutschland    | Stefan Schwab Till Helmke Alexander Kosenkow Martin Keller             | 38,78    |
| 2 (03) | Frankreich     | Ronald Pognon Martial Mbandjock Eddy De Lépine Christophe Lemaitre     | 38,80    |
| 3 (05) | Polen          | Robert Kubaczyk Marcin Jędrusiński Kamil Masztak Dariusz Kuć           | 39,11    |
| 4 (06) | Russland       | Maxim Mokrusow Iwan Teplych Roman Smirnow Konstantin Petrjaschow       | 39,12    |
| 5 (10) | Großbritannien | Simeon Williamson Tyrone Edgar Rikki Fifton Harry Aikines-Aryeetey     | 41,91    |
| DNF    | Ukraine        | Serhiy Sahutkin Kostjantyn Wassjukow Anatolij Dowhal Dmytro Ostrovskyy |          |

In Klammern: Platzierung in der Gesamtwertung aus beiden Läufen
Datum: 20. Juni

#### 4 × 400 m Staffel

##### Lauf 1
| Platz  | Besetzung    | Land                                                                          | Zeit (min) |
| ------ | ------------ | ----------------------------------------------------------------------------- | ---------- |
| 1 (05) | Ukraine      | Oleksiy Rachkovskyy Stanislaw Melnykow Volodymyr Burakov Myhaylo Knysh        | 3:05,84    |
| 2 (07) | Griechenland | Pétros Kiriakídis Dimítrios Grávalos Padelís Melahrinoúdis Periklis Iakovakis | 3:07,11    |
| 3 (08) | Tschechien   | Rudolf Götz Petr Szetei Pavel Jirán Petr Klofác                               | 3:07,23    |
| 4 (09) | Spanien      | Mark Ujakpor Santiago Ezquerro Aitor Martín Marc Orozco                       | 3:07,79    |
| 5 (10) | Portugal     | Edivaldo Monteiro António Rodrigues Bruno Gualberto João Ferreira             | 3:08,08    |
| 6 (11) | Schweden     | Fredrik Johansson Andreas Mokdasi Thomas Nikitin Fredrik Hallinder            | 3:08,35    |

In Klammern: Platzierung in der Gesamtwertung aus beiden Läufen
Datum: 21. Juni

##### Lauf 2
| Platz  | Besetzung      | Land                                                                          | Zeit (min) |
| ------ | -------------- | ----------------------------------------------------------------------------- | ---------- |
| 1 (01) | Großbritannien | Conrad Williams Robert Tobin Richard Strachan Timothy Benjamin                | 3:00,82    |
| 2 (02) | Deutschland    | Miguel Rigau Kamghe Gaba Simon Kirch Thomas Schneider                         | 3:02,30    |
| 3 (03) | Polen          | Piotr Klimczak Kacper Kozłowski Marcin Marciniszyn Jan Ciepiela               | 3:03,54    |
| 4 (04) | Frankreich     | Yannick Fonsat Teddy Venel Mame-Ibra Anne Nicolas Fillon                      | 3:05,41    |
| 5 (06) | Italien        | Isalbet Juarez Domenico Rao Marco Vistalli Domenico Fontana                   | 3:06,35    |
| DOP    | Russland       | Alexander Derewjagin Valentin Krugljakow Konstantin Swetschkar Denis Alexejew | 3:02,42    |

In Klammern: Platzierung in der Gesamtwertung aus beiden Läufen
Datum: 21. Juni
Die russische Staffel, die zunächst Rang drei belegt hatte, wurde disqualifiziert. Ihrem Schlussläufer Denis Alexejew wurde bei Nachtests zu den Olympischen Spielen 2008 der Einsatz der verbotenen Substanz Turinabol nachgewiesen, was eine Sperre von vier Jahren durch den russischen Leichtathletikverband nach sich zog. Von der Disqualifikation betroffen war hier auch Alexejews Resultat im 400-Meter-Einzelrennen.

#### Hochsprung
| Platz | Athlet                | Land | Höhe (m) |
| ----- | --------------------- | ---- | -------- |
| 01    | Jurij Krymarenko      | UKR  | 2,31     |
| 02    | Jaroslav Bába         | CZE  | 2,31     |
| 03    | Alexander Schustow    | RUS  | 2,31     |
| 04    | Linus Thörnblad       | SWE  | 2,28     |
| 05    | Grzegorz Sposób       | POL  | 2,28     |
| 06    | Konstandinos Baniotis | GRC  | 2,28     |
| 07    | Javier Mermejo        | ESP  | 2,28     |
| 08    | Andrea Bettinelli     | ITA  | 2,24     |
| 09    | Samson Oni            | GBR  | 2,24     |
| 10    | Raúl Spank            | GER  | 2,15     |
| 10    | Fabrice Saint Jean    | FRA  | 2,15     |
| 12    | Paulo Gonçalves       | PRT  | 2,05     |

Datum: 20. Juni

#### Stabhochsprung
| Platz | Athlet                  | Land | Höhe (m) |
| ----- | ----------------------- | ---- | -------- |
| 01    | Renaud Lavillenie       | FRA  | 6,01     |
| 02    | Malte Mohr              | GER  | 5,75     |
| 03    | Łukasz Michalski        | POL  | 5,70     |
| 04    | Konstandinos Filippidis | GRC  | 5,65     |
| 05    | Sergej Kutscherjanu     | RUS  | 5,55     |
| 06    | Steven Lewis            | GBR  | 5,55     |
| 07    | Jan Kudlička            | CZE  | 5,55     |
| 08    | Alhaji Jeng             | SWE  | 5,45     |
| 09    | Giorgio Piantella       | ITA  | 5,45     |
| 10    | Edi Maia                | PRT  | 5,35     |
| 11    | Alberto Martínez        | ESP  | 5,35     |
| DOP   | Denys Jurtschenko       | UKR  | 5,25     |

Datum: 21. Juni
Der ukrainische Stabhochspringer Denys Jurtschenko, der zunächst den zwölften und damit letzten Platz belegt hatte, wurde wegen Verstoßes gegen die Antidopingbestimmungen nachträglich disqualifiziert. Ihm war bei Nachtests zu den Olympischen Spielen 2008 der Einsatz der verbotenen Substanz Turinabol nachgewiesen worden. Der ukrainische Leichtathletikverband sperrte ihn für zwei Jahre. Folgerichtig wurde ihm sein hier erzieltes Resultat aberkannt.

#### Weitsprung
| Platz | Athlet                | Land | Weite (m) |
| ----- | --------------------- | ---- | --------- |
| 01    | Eusebio Cáceres       | ESP  | 8,00      |
| 02    | Nelson Évora          | PRT  | 7,94      |
| 03    | Louis Tsatoumas       | GRC  | 7,91      |
| 04    | Roman Novotný         | CZE  | 7,88      |
| 05    | Christopher Tomlinson | GBR  | 7,78      |
| 06    | Alexander Menkow      | RUS  | 7,78      |
| 07    | Salim Sdiri           | FRA  | 7,74      |
| 08    | Wiktor Kusnjezow      | UKR  | 7,73      |
| 09    | Michel Tornéus        | SWE  | 7,62      |
| 10    | Nils Winter           | GER  | 7,58      |
| 11    | Marcin Starzak        | POL  | 7,51      |
| 12    | Stefano Tremigliozzi  | ITA  | 6,99      |

Datum: 20. Juni

#### Dreisprung
| Platz | Athlet            | Land | Weite (m) |
| ----- | ----------------- | ---- | --------- |
| 01    | Nelson Évora      | PRT  | 17,59     |
| 02    | Phillips Idowu    | GBR  | 17,50     |
| 03    | Fabrizio Schembri | ITA  | 16,64     |
| 04    | Mykola Sawolajnen | UKR  | 16,51     |
| 05    | Karl Taillepierre | FRA  | 16,48     |
| 06    | Dimitris Tsiamis  | GRC  | 16,47     |
| 07    | Andrés Capellán   | ESP  | 16,22     |
| 08    | Alexei Fjodorow   | RUS  | 16,09     |
| 09    | Charles Friedek   | GER  | 16,09     |
| 10    | Pawel Kruhlik     | POL  | 15,99     |
| 11    | Tomás Cholenský   | CZE  | 15,56     |
| 12    | Andreas Otterling | SWE  | 15,35     |

Datum: 21. Juni

#### Kugelstoßen
| Platz | Athlet                | Land | Weite (m) |
| ----- | --------------------- | ---- | --------- |
| 01    | Tomasz Majewski       | POL  | 20,81     |
| 02    | Manuel Martínez       | ESP  | 20,39     |
| 03    | Antonín Žalský        | CZE  | 20,11     |
| 04    | Peter Sack            | GER  | 19,76     |
| 05    | Yves Niaré            | FRA  | 19,54     |
| 06    | Carl Myerscough       | GBR  | 19,54     |
| 07    | Andriy Semenov        | UKR  | 19,37     |
| 08    | Anton Ljuboslawski    | RUS  | 19,26     |
| 09    | Marco Fortes          | PRT  | 19,07     |
| 10    | Mihaíl Stamatóyiannis | GRC  | 18,62     |
| 11    | Paolo Dal Soglio      | ITA  | 17,73     |
| 12    | Mats Olsson           | SWE  | 17,03     |

Datum: 20. Juni

#### Diskuswurf
| Platz | Athlet                  | Land | Weite (m) |
| ----- | ----------------------- | ---- | --------- |
| 01    | Piotr Małachowski       | POL  | 66,24     |
| 02    | Robert Harting          | GER  | 65,40     |
| 03    | Mario Pestano           | ESP  | 64,66     |
| 04    | Oleksiy Semenov         | UKR  | 59,79     |
| 05    | Giovanni Faloci         | ITA  | 59,77     |
| 06    | Stefanos Konstas        | GRC  | 59,29     |
| 07    | Abdul Buhari            | GBR  | 58,79     |
| 08    | Miroslav Pudivítr       | CZE  | 57,22     |
| 09    | Bogdan Pischtschalnikow | RUS  | 57,07     |
| 10    | Yannick Gunzle          | FRA  | 52,71     |
| 11    | Jorge Grave             | PRT  | 49,55     |
| 12    | Ulf Ankarling           | SWE  | 49,26     |

Datum: 21. Juni

#### Hammerwurf
| Platz | Athlet                   | Land | Weite (m) |
| ----- | ------------------------ | ---- | --------- |
| 01    | Nicola Vizzoni           | ITA  | 78,15     |
| 02    | Szymon Ziółkowski        | POL  | 78,01     |
| 03    | Markus Esser             | GER  | 77,62     |
| 04    | Artem Rubanko            | UKR  | 76,29     |
| 05    | Lukáš Melich             | CZE  | 74,72     |
| 06    | Alexandros Papadimitriou | GRC  | 72,68     |
| 07    | Javier Cienfuegos        | ESP  | 71,03     |
| 08    | Alexei Zagorni           | RUS  | 70,99     |
| 09    | Jérôme Bortoluzzi        | FRA  | 69,51     |
| 10    | Mattias Jons             | SWE  | 67,54     |
| 11    | Dário Manso              | PRT  | 66,62     |
| 12    | Andrew Frost             | GBR  | 62,59     |

Datum: 20. Juni

#### Speerwurf
| Platz | Athlet             | Land | Weite (m) |
| ----- | ------------------ | ---- | --------- |
| 01    | Mark Frank         | GER  | 78,63     |
| 02    | Ilja Korotkow      | RUS  | 77,56     |
| 03    | Igor Janik         | POL  | 76,48     |
| 04    | Roman Awramenko    | RUS  | 75,25     |
| 05    | Spirídon Lebésis   | GRC  | 74,21     |
| 06    | Petr Frydrych      | CZE  | 74,11     |
| 07    | Rafael Baraza      | ESP  | 73,08     |
| 08    | Mervyn Luckwell    | GBR  | 72,40     |
| 09    | Berenguer Demerval | FRA  | 71,16     |
| 10    | Elias Leal         | PRT  | 68,62     |
| 11    | Jonas Lohse        | SWE  | 68,28     |
| 12    | Roberto Bertolini  | ITA  | 67,37     |

Datum: 21. Juni

### Frauen

#### 100 m

##### Lauf 1
| Platz  | Athletin              | Land | Zeit (s) |
| ------ | --------------------- | ---- | -------- |
| 1 (03) | Carima Louami         | FRA  | 11,50    |
| 2 (06) | Maria Aurora Salvagno | ITA  | 11,51    |
| 3 (08) | Sónia Tavares         | PRT  | 11,57    |
| 4 (10) | Lena Berntsson        | SWE  | 11,73    |
| 5 (11) | Kateřina Čechová      | CZE  | 11,81    |
| 6 (12) | Amparo María Cotán    | ESP  | 11,97    |

In Klammern: Platzierung in der Gesamtwertung aus beiden Läufen
Datum: 20. Juni
Wind: +1,1 m/s

##### Lauf 2
| Platz  | Athletin                | Land | Zeit (s) |
| ------ | ----------------------- | ---- | -------- |
| 1 (01) | Emily Freeman           | GBR  | 11,42    |
| 2 (02) | Natalija Pohrebnjak     | UKR  | 11,49    |
| 3 (04) | Marika Popowicz-Drapała | POL  | 11,51    |
| 4 (05) | Marion Wagner           | GER  | 11,51    |
| 5 (07) | Jewgenija Poljakowa     | RUS  | 11,55    |
| 6 (09) | Georgia Kokloni         | GRC  | 11,58    |

In Klammern: Platzierung in der Gesamtwertung aus beiden Läufen
Datum: 20. Juni
Wind: +0,5 m/s

#### 200 m

##### Lauf 1
| Platz  | Athletin          | Land | Zeit (s) |
| ------ | ----------------- | ---- | -------- |
| 1 (04) | Muriel Hurtis     | FRA  | 23,53    |
| 2 (07) | Sónia Tavares     | PRT  | 23,82    |
| 3 (08) | Estela García     | ESP  | 23,99    |
| 4 (09) | Maria Karastamati | GRC  | 24,09    |
| 5 (10) | Lena Berntsson    | SWE  | 24,35    |
| 6 (11) | Kateřina Čechová  | CZE  | 24,41    |

In Klammern: Platzierung in der Gesamtwertung aus beiden Läufen
Datum: 21. Juni
Wind: +0,4 m/s

##### Lauf 2
| Platz  | Athletin            | Land | Zeit (s) |
| ------ | ------------------- | ---- | -------- |
| 1 (01) | Julija Guschtschina | RUS  | 23,01    |
| 2 (02) | Marta Jeschke       | POL  | 23,34    |
| 3 (03) | Christine Ohuruogu  | GBR  | 23,40    |
| 4 (05) | Vincenza Calì       | ITA  | 23,62    |
| 5 (06) | Cathleen Tschirch   | GER  | 23,71    |
| DNF    | Jelysaweta Bryshina | UKR  |          |

In Klammern: Platzierung in der Gesamtwertung aus beiden Läufen
Datum: 21. Juni
Wind: +0,0 m/s

#### 400 m

##### Lauf 1
| Platz  | Athletin            | Land | Zeit (s) |
| ------ | ------------------- | ---- | -------- |
| 1 (02) | Ljudmila Litwinowa  | RUS  | 51,23    |
| 2 (07) | Jolanta Wójcik      | POL  | 53,82    |
| 3 (09) | Aauri Bokesa        | ESP  | 53,94    |
| 4 (10) | Jitka Bartoničková  | CZE  | 54,49    |
| 5 (11) | Maria Carmo Tavares | PRT  | 55,09    |
| 6 (12) | Moa Hjelmer         | SWE  | 56,93    |

In Klammern: Platzierung in der Gesamtwertung aus beiden Läufen
Datum: 20. Juni

##### Lauf 2
| Platz  | Athletin         | Land | Zeit (s) |
| ------ | ---------------- | ---- | -------- |
| 1 (01) | Libania Grenot   | ITA  | 51,16    |
| 2 (03) | Natalija Pyhyda  | UKR  | 51,86    |
| 3 (04) | Lee McConnell    | GBR  | 51,92    |
| 4 (05) | Sorina Nwachukwu | GER  | 51,99    |
| 5 (06) | Symphora Béhi    | FRA  | 52,88    |
| 6 (09) | Agní Dervén      | GRC  | 54,39    |

In Klammern: Platzierung in der Gesamtwertung aus beiden Läufen
Datum: 20. Juni

#### 800 m
| Platz | Athletin              | Land | Zeit (min) |
| ----- | --------------------- | ---- | ---------- |
| 01    | Julija Krewsun        | UKR  | 1:58,62    |
| 02    | Jekaterina Kostezkaja | RUS  | 1:59,43    |
| 03    | Élodie Guégan         | FRA  | 1:59,79    |
| 04    | Hannah England        | GBR  | 1:59,94    |
| 05    | Lenka Masná           | CZE  | 2:00,10    |
| 06    | Jana Hartmann         | GER  | 2:00,71    |
| 07    | Elisa Cusma Piccione  | ITA  | 2:00,93    |
| 08    | Eleni Filandra        | GRC  | 2:01,17    |
| 09    | Irene Alfonso         | ESP  | 2:01,63    |
| 10    | Sandra Teixeira       | PRT  | 2:02,00    |
| 11    | Renata Pliś           | POL  | 2:02,44    |
| 12    | Sofia Öberg           | SWE  | 2:04,36    |

Datum: 20. Juni

#### 1500 m
| Platz | Athletin             | Land | Zeit (min) |
| ----- | -------------------- | ---- | ---------- |
| 01    | Nuria Fernández      | ESP  | 4:08,00    |
| 02    | Elisa Cusma Piccione | ITA  | 4:08,72    |
| 03    | Hannah England       | GBR  | 4:09,25    |
| 04    | Hanna Mischtschenko  | UKR  | 4:10,34    |
| 05    | Lidia Chojecka       | POL  | 4:11,71    |
| 06    | Sara Moreira         | PRT  | 4:12,94    |
| 07    | Laurane Picoche      | FRA  | 4:15,13    |
| 08    | María Kládou         | GRC  | 4:18,29    |
| 09    | Ulrika Johansson     | SWE  | 4:18,77    |
| 10    | Denise Krebs         | GER  | 4:21,65    |
| 11    | Tereza Čapková       | CZE  | 4:22,33    |
| DOP   | Anna Alminowa        | RUS  | 4:07,59    |

Datum: 21. Juni
Die russische Läuferin Anna Alminowa, die zunächst Rang eins belegt hatte, wurde gleich zweimal des Verstoßes gegen die Antidopingbestimmungen überführt. Alle ihre vom 16. Februar 2009 bis zum 15. Mai 2014 erzielten Resultate wurden annulliert. Sanktioniert wurde sie darüber hinaus mit zwei Wettkampfsperren für insgesamt zwei Jahre und neun Monate.

#### 3000 m
| Platz | Athletin              | Land | Zeit (min)  |
| ----- | --------------------- | ---- | ----------- |
| 01    | Gulnara Galkina       | RUS  | 08:46,88    |
| 02    | Sylwia Ejdys          | POL  | 08:58,26    |
| 03    | Inês Monteiro         | PRT  | 09:00,83    |
| 04    | Stephanie Twell       | GBR  | 09:09,65    |
| 05    | Élodie Olivarès       | FRA  | 09:14,94    |
| 06    | Federica Dal Ri       | ITA  | 09:20,11    |
| 07    | Tetjana Holowtschenko | UKR  | 09:23,36    |
| 08    | María Kládou          | GRC  | 09:53,25    |
| 09    | Charlotte Schönbeck   | SWE  | 10:02,22    |
| 10    | Lenka Všetecková      | CZE  | elim. Rd. 3 |
| DNF   | Simret Restle-Apel    | GER  |             |
| DSQ   | Natalia Rodrígue      | ESP  |             |

Datum: 20. Juni
Die Spanierin Natalia Rodríguez hatte aufgrund der neuen Regel des Ausscheidens der jeweils letztplatzierten Läuferin nach der dritten, vierten und fünften Runde die rote Karte bekommen, weil sie nach Runde drei an letzter Stelle gelegen hatte. Sie lief jedoch das Rennen zu Ende und lag im Ziel sogar vorn, wurde aber wegen ihres Regelverstoßes disqualifiziert.

#### 5000 m
| Platz | Athletin             | Land | Zeit (min)  |
| ----- | -------------------- | ---- | ----------- |
| 01    | Dolores Checa        | ESP  | 15:28,87    |
| 02    | Silvia Weissteiner   | ITA  | 15:31,33    |
| 03    | Sabrina Mockenhaupt  | GER  | 15:37,67    |
| 04    | Natalja Gortschakowa | RUS  | 15:44,30    |
| 05    | Dulce Félix          | PRT  | 15:47,37    |
| 06    | Christelle Daunay    | FRA  | 15:51,47    |
| 07    | Laura Kenney         | GBR  | 15:53,29    |
| 08    | Agnieszka Ciolek     | POL  | 15:59,69    |
| 09    | Ida Nilsson          | SWE  | 16:00,31    |
| 10    | Petra Kamínková      | CZE  | elim. Rd. 7 |
| 11    | Tetjana Filonjuk     | UKR  | elim. Rd. 5 |
| 12    | María Pardaloú       | GRC  | elim. Rd. 3 |

Datum: 21. Juni

#### 100 m Hürden

##### Lauf 1
| Platz  | Athletin         | Land | Zeit (s) |
| ------ | ---------------- | ---- | -------- |
| 1 (06) | Joanna Kocielnik | POL  | 13,16    |
| 2 (08) | Francesca Doveri | ITA  | 13,41    |
| 3 (09) | Flóra Redoúmi    | GRC  | 13,59    |
| 4 (10) | Eva Vital        | PRT  | 13,66    |
| 5 (11) | Phyllis Agbo     | GBR  | 13,73    |
| 6 (12) | Emma Magnusson   | SWE  | 13,93    |

In Klammern: Platzierung in der Gesamtwertung aus beiden Läufen
Datum: 21. Juni
Wind: +0,3 m/s

##### Lauf 2
| Platz  | Athletin         | Land | Zeit (s) |
| ------ | ---------------- | ---- | -------- |
| 1 (01) | Lucie Škrobáková | CZE  | 12,94    |
| 2 (02) | Julija Kondakowa | RUS  | 12,94    |
| 3 (03) | Olena Krassowska | UKR  | 13,02    |
| 4 (04) | Carolin Nytra    | GER  | 13,08    |
| 5 (05) | Sandra Gomis     | FRA  | 13,13    |
| 6 (07) | Glory Alozie     | ESP  | 13,40    |

In Klammern: Platzierung in der Gesamtwertung aus beiden Läufen
Datum: 21. Juni
Wind: +0,6 m/s

#### 400 m Hürden

##### Lauf 1
| Platz  | Athletin             | Land | Zeit (s) |
| ------ | -------------------- | ---- | -------- |
| 1 (05) | Jonna Tilgner        | GER  | 56,45    |
| 2 (07) | Benedetta Ceccarelli | ITA  | 57,12    |
| 3 (09) | Laia Forcadell       | ESP  | 58,50    |
| 4 (10) | Ulrika Johansson     | SWE  | 58,56    |
| 5 (11) | Hristína Hantzí-Neag | GRC  | 60,87    |
| DSQ    | Patrícia Lopes       | ESP  |          |

In Klammern: Platzierung in der Gesamtwertung aus beiden Läufen
Datum: 20. Juni

##### Lauf 2
| Platz  | Athletin                 | Land | Zeit (s) |
| ------ | ------------------------ | ---- | -------- |
| 1 (01) | Anna Jesień              | POL  | 54,82    |
| 2 (02) | Anastassija Rabtschenjuk | UKR  | 55,05    |
| 3 (03) | Zuzana Hejnová           | CZE  | 55,29    |
| 4 (04) | Eilidh Child             | GBR  | 55,48    |
| 5 (06) | Aurore Kassambara        | FRA  | 56,79    |
| 6 (08) | Jekaterina Bikert        | RUS  | 58,31    |

In Klammern: Platzierung in der Gesamtwertung aus beiden Läufen
Datum: 20. Juni

#### 3000 m Hindernis
| Platz | Athlet                 | Land | Zeit (min)  |
| ----- | ---------------------- | ---- | ----------- |
| 01    | Antje Möldner          | GER  | 9:32,65     |
| 02    | Sophie Duarte          | FRA  | 9:33,63     |
| 03    | Jelena Sidortschenkowa | RUS  | 9:36,88     |
| 04    | Sara Moreira           | PRT  | 9:43,99     |
| 05    | Helen Clitheroe        | GBR  | 9:44,67     |
| 06    | Rosa María Morató      | ESP  | 9:48,40     |
| 07    | Iríni Kokkinaríou      | GRC  | 9:52,82     |
| 08    | Walentyna Horpynytsch  | UKR  | 10:04,13    |
| 09    | Marcela Lustigová      | UKR  | 10:43,44    |
| 10    | Emma Quaglia           | ITA  | elim. Rd. 5 |
| 11    | Ulrika Johansson       | SWE  | elim. Rd. 4 |
| 12    | Katarzyna Kowalska     | POL  | elim. Rd. 3 |

Datum: 20. Juni

#### 4 × 100 m Staffel

##### Lauf 1
| Platz  | Land         | Besetzung                                                        | Zeit (s) |
| ------ | ------------ | ---------------------------------------------------------------- | -------- |
| 1 (05) | Italien      | Anita Pistone Vincenza Calì Doris Tomasini Maria Aurora Salvagno | 44.09    |
| 2 (06) | Portugal     | Eva Vital Naide Gomes Carla Tavares Sónia Tavares                | 44,70    |
| 3 (07) | Griechenland | Maria Gatou Maria Karastamati Andriana Ferra Georgia Kokloni     | 44,75    |
| 4 (08) | Schweden     | Emma Rienas Lena Berntsson Julia Skugge Isabelle Eurenius        | 45,22    |
| 5 (09) | Tschechien   | Iveta Mazáčová Lucie Škrobáková Pavla Hřivnová Kateřina Cachová  | 45,27    |
| 6 (10) | Spanien      | Plácida Martínez Estela García Amparo María Cotán Glory Alozie   | 45,35    |

Datum: 20. Juni

##### Lauf 2
| Platz  | Land           | Besetzung                                                                          | Zeit (s) |
| ------ | -------------- | ---------------------------------------------------------------------------------- | -------- |
| 1 (01) | Großbritannien | Laura Turner Kadi-Ann Thomas Emily Freeman Joice Maduaka                           | 43,44    |
| 2 (02) | Deutschland    | Katja Wakan Anne Möllinger Cathleen Tschirch Marion Wagner                         | 43,57    |
| 3 (03) | Ukraine        | Natalija Pohrebnjak Iryna Shtanhyeyeva Marija Rjemjen Jelysaweta Bryshina          | 43,60    |
| 4 (04) | Polen          | Iwona Ziółkowska Marta Jeschke Marika Popowicz-Drapała Iwona Brzezińska            | 44,04    |
| DSQ    | Frankreich     | Carima Louami Muriel Hurtis Lina Jacques-Sébastien Myriam Soumaré                  |          |
| DOP    | Russland       | Jewgenija Poljakowa Natalia Rusakowa Julija Guschtschina Julija Tschermoschanskaja | 43,35    |

Datum: 20. Juni
Die russische Staffel, die zunächst Rang eins belegt hatte, wurde disqualifiziert, weil der Schlussläuferin Julija Tschermoschanskaja bei Nachtests zu den Olympischen Spielen 2008 der Einsatz verbotener Substanzen nachgewiesen worden war. Dies führte in der Folge auch zur Annullierung des hier erzielten Staffelresultats.

#### 4 × 400 m Staffel

##### Lauf 1
| Platz  | Land         | Besetzung                                                                      | Zeit (min) |
| ------ | ------------ | ------------------------------------------------------------------------------ | ---------- |
| 1 (05) | Ukraine      | Anastassija Rabtschenjuk Zoya Hladun-Nesterenko Julija Baraley Natalija Pyhyda | 3:30,73    |
| 2 (06) | Tschechien   | Drahomira Jelínková Lenka Masná Jitka Bartoničková Zuzana Hejnová              | 3:34,87    |
| 3 (07) | Spanien      | Aauri Bokesa Natalia Romero Tereska Torrès Begoña Garrido                      | 3:36,00    |
| 4 (08) | Portugal     | Vera Barbosa Maria Carmo Tavares Joceline Monteiro Patrícia Lopes              | 3:36,15    |
| 5 (09) | Griechenland | Ekateríni Sírou Eleni Filandra María Panayiotídou Agní Dervéni                 | 3:39,34    |
| 6 (10) | Schweden     | Josefin Magnusson Moa Hjelmer Rebecca Högberg Ulrika Johansson                 | 3:42,87    |

Datum: 21. Juni

##### Lauf 2
| Platz  | Land           | Besetzung                                                                    | Zeit (min) |
| ------ | -------------- | ---------------------------------------------------------------------------- | ---------- |
| 1 (01) | Italien        | Daniela Reina Maria Enrica Spacca Marta Milani Libania Grenot                | 3:28,77    |
| 2 (02) | Großbritannien | Vicky Barr Eilidh Child Jenny Meadows Lee McConnell                          | 3:29,29    |
| 3 (03) | Deutschland    | Sorina Nwachukwu Claudia Hoffmann Jonna Tilgner Florence Ekpo-Umoh           | 3:29,31    |
| 4 (04) | Frankreich     | Solen Désert-Mariller Thélia Sigère Aurélie Kamga Symphora Béhi              | 3:29,85    |
| DSQ    | Polen          | Anna Kiełbasińska Jolanta Wójcik Agnieszka Karpiesiuk Anna Jesień            |            |
| DOP    | Russland       | Jelena Woinowa Tatjana Firowa Anastassija Kapatschinskaja Ljudmila Litwinowa | 3:25,25    |

Datum: 21. Juni
Die beiden Läuferinnen Tatjana Firowa und Anastassija Kapatschinskaja der russischen Staffel, die zunächst Rang eins belegt hatte, waren bei Nachtests zu den Olympischen Spielen 2008 positiv auf den Einsatz verbotener Substanzen getestet worden. Beide wurden mit einer jeweils vierjährigen Wettkampfsperre belegt. Ihre im Zeitraum von vier Jahren nach dem positiven Test erzielten Resultate wurden annulliert.

#### Hochsprung
| Platz | Athletin              | Land | Höhe (m) |
| ----- | --------------------- | ---- | -------- |
| 01    | Ariane Friedrich      | GER  | 2,02     |
| 02    | Ruth Beitia           | ESP  | 2,00     |
| 03    | Antonietta Di Martino | ITA  | 2,00     |
| 04    | Swetlana Schkolina    | RUS  | 1,98     |
| 05    | Emma Green            | SWE  | 1,95     |
| 06    | Adonía Steryíou       | GRC  | 1,91     |
| 07    | Iva Straková          | CZE  | 1,91     |
| 08    | Kamila Stepaniuk      | POL  | 1,87     |
| 09    | Nina Manga            | FRA  | 1,80     |
| 09    | Adele Lassu           | GBR  | 1,80     |
| 11    | Marisa Anselmo        | PRT  | 1,80     |
| DOP   | Wita Palamar          | UKR  | 1,19     |

Datum: 21. Juni
Die Ukrainerin Wita Palamar, die zunächst Rang sechs belegt hatte, wurde bei Nachtests zu den Olympischen Spielen 2008 positiv auf die verbotene Substanz Turinabol getestet. Sie wurde mit einer zweijährigen Sperre sanktioniert. Ihre im Zeitraum von zwei Jahren nach dem Test erzielten Resultate wurden annulliert.

#### Stabhochsprung
| Platz | Athletin              | Land | Höhe (m) |
| ----- | --------------------- | ---- | -------- |
| 01    | Monika Pyrek          | POL  | 4,70     |
| 02    | Julija Golubtschikowa | RUS  | 4,65     |
| 03    | Silke Spiegelburg     | GER  | 4,60     |
| 04    | Kate Dennison         | GBR  | 4,55     |
| 05    | Jiřina Ptáčníková     | CZE  | 4,45     |
| 06    | Nikolia Kiriakopoulou | GRC  | 4,35     |
| 07    | Télie Mathiot         | FRA  | 4,35     |
| 08    | Naroa Agirre          | ESP  | 4,25     |
| 09    | Anna Giordano Bruno   | ITA  | 4,25     |
| 10    | Sandra-Hélèna Tavares | PRT  | 4,25     |
| 11    | Nataliya Mazuryk      | UKR  | 4,10     |
| 12    | Malin Dahlström       | SWE  | 3,80     |

Datum: 20. Juni

#### Weitsprung
| Platz | Athletin               | Land | Weite (m) |
| ----- | ---------------------- | ---- | --------- |
| 01    | Naide Gomes            | PRT  | 6,83      |
| 02    | Olga Kutscherenko      | RUS  | 6,73      |
| 03    | Teresa Dobija          | POL  | 6,45      |
| 04    | María-Eléni Kafoúrou   | GRC  | 6,39      |
| 05    | Viktoriya Molchanova   | UKR  | 6,37      |
| 06    | Éloyse Lesueur-Aymonin | FRA  | 6,29      |
| 07    | Bianca Kappler         | GER  | 6,25      |
| 08    | Jana Korešová          | CZE  | 6,22      |
| 09    | Tania Vicenzino        | ITA  | 6,18      |
| 10    | Phyllis Agbo           | GBR  | 6,07      |
| 11    | María del Mar Jover    | ESP  | 6,05      |
| 12    | Angelica Ström         | SWE  | 5,88      |

Datum: 21. Juni

#### Dreisprung
| Platz | Athletin             | Land | Weite (m) |
| ----- | -------------------- | ---- | --------- |
| 01    | Teresa Nzola Meso    | FRA  | 14,40     |
| 02    | Anna Pjatych         | RUS  | 14,10     |
| 03    | Magdelín Martínez    | ITA  | 14,01     |
| 04    | Małgorzata Trybańska | POL  | 13,89     |
| 05    | Lilija Kulyk         | UKR  | 13,85     |
| 06    | Athanasia Perra      | GRC  | 13,79     |
| 07    | Patricia Sarrapio    | ESP  | 13,56     |
| 08    | Patrícia Mamona      | PRT  | 13,50     |
| 09    | Martina Šestáková    | CZE  | 13,27     |
| 10    | Nadia Williams       | GBR  | 13,21     |
| 11    | Katja Demut          | GER  | 13,04     |
| 12    | Angelica Ström       | SWE  | 12,63     |

Datum: 20. Juni

#### Kugelstoßen
| Platz | Athletin             | Land | Weite (m) |
| ----- | -------------------- | ---- | --------- |
| 01    | Nadine Kleinert      | GER  | 19,59     |
| 02    | Chiara Rosa          | ITA  | 18,57     |
| 03    | Laurence Manfrédi    | FRA  | 18,16     |
| 04    | Magdalena Sobieszek  | POL  | 17,26     |
| 05    | Helena Engman        | SWE  | 16,96     |
| 06    | Irini Terzoglou      | GRC  | 16,86     |
| 07    | Jana Kárníková       | CZE  | 16,76     |
| 08    | Anna Omarowa         | RUS  | 16,47     |
| 09    | Viktoriya Dehtyar    | UKR  | 16,34     |
| 10    | Irache Quintanal     | ESP  | 15,71     |
| 11    | Maria Antónia Borges | PRT  | 15,46     |
| 12    | Alison Rodger        | GBR  | 15,43     |

Datum: 21. Juni

#### Diskuswurf
| Platz | Athletin                  | Land | Weite (m) |
| ----- | ------------------------- | ---- | --------- |
| 01    | Natalija Semenowa         | UKR  | 61,58     |
| 02    | Mélina Robert-Michon      | FRA  | 61,41     |
| 03    | Věra Pospíšilová-Cechlová | CZE  | 60,50     |
| 04    | Nadine Müller             | GER  | 59,53     |
| 05    | Wioletta Potępa           | POL  | 58,81     |
| 06    | Laura Bordignon           | ITA  | 56,45     |
| 07    | Sofia Larsson             | SWE  | 52,34     |
| 08    | Evangelía Sofáni          | GRC  | 51,19     |
| 09    | Eden Francis              | GBR  | 49,80     |
| 10    | Irache Quintanal          | ESP  | 47,53     |
| 11    | Liliana Cá                | PRT  | 47,41     |
| 12    | Olessja Korotkowa         | RUS  | 46,25     |

Datum: 20. Juni

#### Hammerwurf
| Platz | Athletin              | Land | Weite (m) |
| ----- | --------------------- | ---- | --------- |
| 01    | Anita Włodarczyk      | POL  | 75,23     |
| 02    | Betty Heidler         | GER  | 74,97     |
| 03    | Stiliani Papadopoulou | GRC  | 71,18     |
| 04    | Clarissa Claretti     | ITA  | 70,52     |
| 05    | Stéphanie Falzon      | FRA  | 69,71     |
| 06    | Zoe Derham            | GBR  | 65,59     |
| 07    | Berta Castells        | ESP  | 65,07     |
| 08    | Lenka Ledvinová       | CZE  | 64,94     |
| 09    | Iryna Sekatschowa     | UKR  | 64,78     |
| 10    | Tracey Andersson      | SWE  | 64,75     |
| 11    | Vânia Silva           | PRT  | 61,36     |
| NMW   | Marija Bespalowa      | RUS  | ogV       |

Datum: 21. Juni

#### Speerwurf
| Platz | Athletin            | Land | Weite (m) |
| ----- | ------------------- | ---- | --------- |
| 01    | Christina Obergföll | GER  | 68,59     |
| 02    | Barbora Špotáková   | CZE  | 65,89     |
| 03    | Zahra Bani          | ITA  | 59,11     |
| 04    | Savva Lika          | GRC  | 58,56     |
| 05    | Mercedes Chilla     | ESP  | 58,43     |
| 06    | Wera Rebrik         | UKR  | 55,88     |
| 07    | Barbara Madejczyk   | POL  | 53,52     |
| 08    | Anna Wessman        | SWE  | 52,30     |
| 09    | Laura Whittingham   | GBR  | 51,13     |
| 10    | Nadia Vigliano      | FRA  | 50,59     |
| 11    | Sílvia Cruz         | PRT  | 50,30     |
| DOP   | Marija Abakumowa    | RUS  | 62,01     |

Datum: 20. Juni
Die russische Werferin Marija Abakumowa, die zunächst Rang drei belegt hatte, wurde im Rahmen von Nachtests für die Olympischen Spiele 2008 des Verstoßes gegen die Antidopingbestimmungen überführt. In weiteren Untersuchungen stellte sich heraus, dass sie bis 2012 regelmäßig Doping betrieben hatte. Daraufhin wurden all ihre Resultate bis einschließlich der Olympischen Spiele 2012 annulliert und sie wurde außerdem mit einer vierjährigen Sperre belegt.

## Liga 1: Übersicht zu den drei Erstplatzierten in den Einzeldisziplinen
| Disziplin         | Sieger                                                                   | Sieger       | Zweiter                                                                   | Zweiter      | Dritter                                                                | Dritter      |
| ----------------- | ------------------------------------------------------------------------ | ------------ | ------------------------------------------------------------------------- | ------------ | ---------------------------------------------------------------------- | ------------ |
| 100 m             | Jaysuma Saidy Ndure                                                      | 10,14 s      | Kristof Beyens                                                            | 10,37 s      | Patrick van Luijk                                                      | 10,38 s      |
| 200 m             | Jaysuma Saidy Ndure                                                      | 20,94 s      | Kristof Beyens                                                            | 21,03 s      | Patrick van Luijk                                                      | 21,03 s      |
| 400 m             | Cédric Van Branteghem                                                    | 46,59 s      | Matti Välimäki                                                            | 46,83 s      | Sebastijan Jagarinec                                                   | 47,20 s      |
| 800 m             | Tamás Kazi                                                               | 1:48,99 min  | Ioan Zăizan                                                               | 1:49,37 min  | Robert Lathouwers                                                      | 1:49,48 min  |
| 1500 m            | Halil Akkaş                                                              | 3:40,81 min  | Arnoud Okken                                                              | 3:41,04 min  | Goran Nava                                                             | 3:41,46 min  |
| 3000 m            | Selim Bayrak                                                             | 8:00,45 min  | Mirko Petrović                                                            | 8:06,38 min  | Tiidrek Nurme                                                          | 8:06,69 min  |
| 5000 m            | Selim Bayrak                                                             | 13:58,71 min | Abdi Nageeye                                                              | 14:02,43 min | Stsiapan Rahautsou                                                     | 14:03,70 min |
| 110 m Hürden      | Maksim Lynscha                                                           | 13,86 s      | Damien Broothaerts                                                        | 13,95 s      | Juha Sonck                                                             | 14,04 s      |
| 400 m Hürden      | Jussi Heikkilä                                                           | 50,49 s      | Vincent Vanryckeghem                                                      | 50,50 s      | Vincent Kerssies                                                       | 51,14 s      |
| 3000 m Hindernis  | Jukka Keskisalo                                                          | 8:30,89 min  | Halil Akkaş                                                               | 8:31,85 min  | Bjørnar Ustad Kristensen                                               | 8:35,18 min  |
| 4 × 100 m Staffel | NiederlandeGregory Sedoc Caimin Douglas Guus Hoogmoed Patrick van Luijk  | 39,04 s      | SchweizPascal Mancini Marc Schneeberger Marco Cribari Reto Amaru Schenkel | 39,55 s      | SlowenienBoštjan Fridrih Matic Osovnikar Jože Vrtačič Gregor Kokalovič | 39,82 s      |
| 4 × 400 m Staffel | BelgienArnaud Ghislain Vincent Vanryckeghem Nils Duerinck Antoine Gillet | 3:07,30 min  | NiederlandeJoeri Moerman Steven de Jesus Steven Zwerink Dennis Spillekom  | 3:07,57 min  | UngarnMarcell Deák Nagy László Bartha Dávid Takács Zoltán Kovács       | 3:08,54 min  |
| Hochsprung        | Dragutin Topić                                                           | 2,29 m       | Martijn Nuijens                                                           | 2,29 m       | Stijn Stroobants                                                       | 2,26 m       |
| Stabhochsprung    | Robbert-Jan Jansen                                                       | 5,50 m       | Jure Rovan                                                                | 5,40 m       | Denis Goossens                                                         | 5,40 m       |
| Weitsprung        | Tommi Evilä                                                              | 7,90 m       | Julien Fivaz                                                              | 7,83 m       | Boštjan Fridrih                                                        | 7,66 m       |
| Dreisprung        | Marius Alin Anghel                                                       | 16,51 m      | Fabian Florant                                                            | 16,41 m      | Dsmitryj Platnizki                                                     | 16,32 m      |
| Kugelstoßen       | Jury Bjalou                                                              | 19,74 m      | Lajos Kürthy                                                              | 19,61 m      | Miroslav Vodovnik                                                      | 19,53 m      |
| Diskuswurf        | Gerd Kanter                                                              | 67,00 m      | Zoltán Kővágó                                                             | 63,44 m      | Frantz Kruger                                                          | 59,97 m      |
| Hammerwurf        | Krisztián Pars                                                           | 77,78 m      | Primož Kozmus                                                             | 77,34 m      | Pawel Krywizki                                                         | 77,21 m      |
| Speerwurf         | Tero Pitkämäki                                                           | 86,78 m      | Andreas Thorkildsen                                                       | 85,04 m      | Stefan Müller                                                          | 79,08 m      |

| Disziplin         | Siegerin                                                                  | Siegerin     | Zweite                                                                 | Zweite       | Dritte                                                                           | Dritte       |
| ----------------- | ------------------------------------------------------------------------- | ------------ | ---------------------------------------------------------------------- | ------------ | -------------------------------------------------------------------------------- | ------------ |
| 100 m             | Ezinne Okparaebo                                                          | 11,51 s      | Aksana Drahun                                                          | 11,68 s      | Olivia Borlée                                                                    | 11,69 s      |
| 200 m             | Olivia Borlée                                                             | 23,82 s      | Andreea Ogrăzeanu                                                      | 23,89 s      | Sabina Veit                                                                      | 23,96 s      |
| 400 m             | Barbara Petráhn                                                           | 52,94 s      | Merve Aydın                                                            | 53,48 s      | Jekaterina Bobrik                                                                | 53,63 s      |
| 800 m             | Yvonne Hak                                                                | 2:01,50 min  | Yeliz Kurt                                                             | 2:01,54 min  | Natallja Karejwa                                                                 | 2:02,06 min  |
| 1500 m            | Sonja Roman                                                               | 4:13,75 min  | Yeliz Kurt                                                             | 4:14,00 min  | Natallja Karejwa                                                                 | 4:14,17 min  |
| 3000 m            | Dudu Karakaya                                                             | 9:02,57 min  | Sonja Roman                                                            | 9:03,99 min  | Krisztina Papp                                                                   | 9:10,46 min  |
| 5000 m            | Dudu Karakaya                                                             | 15:24,86 min | Olivera Jevtić                                                         | 15:29,12 min | Karoline Bjerkeli Grøvdal                                                        | 15:29,82 min |
| 100 m Hürden      | Nevin Yanıt                                                               | 13,10 s      | Lisa Urech                                                             | 13,17 s      | Jelena Jotanović                                                                 | 13,44 s      |
| 400 m Hürden      | Kristina Wedernikowa                                                      | 58,59 s      | Angela Moroșanu                                                        | 58,77 s      | Hege Vold                                                                        | 58,86 s      |
| 3000 m Hindernis  | Ancuța Bobocel                                                            | 9:42,87 min  | Türkan Özata-Erişmiş                                                   | 9:43,25 min  | Karoline Bjerkeli Grøvdal                                                        | 9:47,66 min  |
| 4 × 100 m Staffel | NorwegenSiri Eritsland Folake Akinyemi Elisabeth Slettum Ezinne Okparaebo | 44,47 s      | BelarusJulija Balykina Wolha Astaschka Anna Boganowytsch Aksana Drahun | 44,79 s      | BelgienEline Berings Hanna Mariën Frauke Penen Olivia Borlée                     | 44,97 s      |
| 4 × 400 m Staffel | RumänienFlorina Rusu Anamaria Ioniță Mirela Lavric Angela Moroșanu        | 3:35,18 min  | UngarnBianka Varga Anna Mátyus Barbara Petráhn Natália Zsigovics       | 3:35,55 min  | NiederlandeSanne Verstegen-Wolters Yvonne Hak Romara van Hoort Annemarie Schulte | 3:36,26 min  |
| Hochsprung        | Stine Kufås                                                               | 1,91 m       | Anna Iljuštšenko                                                       | 1,86 m       | Hannelore Desmet                                                                 | 1,86 m       |
| Stabhochsprung    | Nicole Büchler                                                            | 4,10 m       | Minna Nikkanen                                                         | 4,10 m       | Rianna Galiart                                                                   | 4,10 m       |
| Weitsprung        | Nastassja Mirontschyk-Iwanowa                                             | 6,74 m       | Karin Melis Mey                                                        | 6,57 m       | Viorica Țigău                                                                    | 6,42 m       |
| Dreisprung        | Snežana Vukmirović                                                        | 13,44 m      | Sirkka-Liisa Kivine                                                    | 13,39 m      | Natallja Wjatkina                                                                | 13,37 m      |
| Kugelstoßen       | Anca Heltne                                                               | 18,43 m      | Melissa Boekelman                                                      | 17,19 m      | Alena Abramtschuk                                                                | 17,08 m      |
| Diskuswurf        | Nicoleta Grasu                                                            | 62,51 m      | Dragana Tomašević                                                      | 55,84 m      | Hanna Brel-Masgunowa                                                             | 52,53 m      |
| Hammerwurf        | Merja Korpela                                                             | 69,34 m      | Swjatlana Sudak-Torun                                                  | 66,95 m      | Jelena Matoschko                                                                 | 63,87 m      |
| Speerwurf         | Kirsi Ahonen                                                              | 55,68 m      | Moonika Aava                                                           | 54,97 m      | Marina Nowik                                                                     | 54,90 m      |

## Videolinks
- Men’s Hammer throw European Team Championships, Bergen 2009, First League, youtube.com, abgerufen am 2. April 2024